# Добровольский, Леонид Павлович
Леонид Павлович Добровольский (26 июля (по другим данным — 21 августа) 1867 — 17 сентября 1929) — историк, исследователь и знаток Киева и Киевщины, педагог-методист.

## Биография
Родился в семье отставного унтер-офицера Павла Ивановича Добровольского и его жены Марии Ивановны. Отец служил акцизным надзирателем при местной винокурни. Желая дать детям образование, отец переехал в Киев и стал работать в 1-й Киевской мужской гимназии школьным слугой. Там Добровольский получил среднее образование. На историко-филологический факультет Университета Св. Владимира поступил в 1885 году. Был учеником В. Б. Антоновича. Также на него оказали влияние В. С. Иконников, И. В. Лучицкий, Ф. Я. Фортинский.
После получения диплома в 1890 году был назначен воспитателем при пансионе 2-й Киевской мужской гимназии. С сентября 1894 года преподавал историю и географию в 1-м реальном училище (классный воспитатель, школьный библиотекарь, секретарь Общества помощи бедным ученикам), которое при советской власти трансформировалось в трудшколу № 6, где и работал до 1928 года. Одновременно был профессором Высших женских курсов. Принимал участие в учительских съездах (Курск, Петербург, Киев). Неоднократно выезжал за границу с целью ознакомления с достижениями в области методики преподавания (1900 — Париж; 1903 — Вена; 1905 — Германия, Швейцария, Франция, Англия, Бельгия, Голландия, Дания; 1911 — Австро-Венгрия, Италия). Преподавал методику истории на основанных A. B. Жекулиной вечерних Высших педагогических курсах и Педагогических курсах при Школьном округе (лектор и декан), заведовал Педагогическим музеем и библиотекой при нём. В 1920-х годах работал профессором Института народного образования (1921—1928), преподавал методику истории и обществознание и входил в учебно-консультационное бюро. Принимал активное участие во многих просветительских товариществах (Классической филологии и педагогики, Сторонников социальных знаний, Педагогическом при ВУАН, в Комитете при Педагогическом музее).
Был членом Украинского научного общества в Киеве, Исторического общества Нестора Летописца, Общества охраны памятников старины и искусства, киевского отдела Русского военно-исторического общества, постоянной комиссии по составлению историко-географического словаря украинской земли, Всеукраинского археологического комитета, действительным членом исторической секции ВУАН и членом её комиссии по истории Киева и Правобережья.
Систематическим научным исследованием родного города и края поспособствовало участие в XI Археологическом съезде (1899), который проходил в Киеве. До Первой мировой войны работал главным образом на исторической ниве географии. При проведении исследований опирался на летописные сведения и работы предшественников по топографии древнего Киева, его окрестностей и Киевщины, проверял и уточнял их результаты. В 1920-х годах тематика исследований существенно расширилась вследствие анализа творчества ведущих исследователей Киева и Киевщины (В. Антонович, М. Грушевский, Э. Руликовский) и изучение истории декабристского движения на Украине (главным образом восстание Черниговского полка). Автор более 60 научных трудов.
Леонид Добровольский умер 17 сентября 1929 года в Киеве, похоронен на Лукьяновском кладбище. Его память почтили на заседании совета исторической секции ВУАН 8 октября 1929. С речью выступил председатель секции М. С. Грушевский. Он сообщил, что покойный Л. П. Добровольский оставил исторической секции своё наследство, а именно: свою библиотеку, прочее имущество и книжку сберегательной кассы с вкладом в сумме 504 рубля 32 копейки. Было решено принять меры по оформлению наследства покойника и также меры об установлении памятника Л. П. Добровольскому.

## Труды
- Повстання декабристів на Україні. Х., 1906;
- Забуті межі давньої Київщини (укр.) // Записки Українського наукового товариства в Київі. — Київ, 1908. — Т. III. — С. 54—78.
- Змиевы валы вблизи Киева (из подгородных историко-топографических экскурсий) // Чтения в историческом обществе Нестора-летописца. — Киев, 1909. — Т. XXI, вып. I-II. — Отд. II. — С. 3—31.
- Водораздел Ирпеня и Стугны (историко-топографический очерк) // Чтения в историческом обществе Нестора-летописца. — Киев, 1909. — Т. XXI, вып. III. — Отд. II. — С. 31—62.
- Городище у д. Почтовой Виты (справка о прошлом одной из киевских окрестностей) // Чтения в историческом обществе Нестора летописца. — Киев, 1912. — Т. XXIII, вып. I. — С. 3—42.
- К вопросу о древних укреплениях в окрестностях Киева // Военно-исторический вестник. — 1912. — № 1. — С. 165—183.
- Летописный Дорогожич. К вопросу о давнишних киевских пригородных укреплениях // Военно-исторический вестник. — 1913. — № 4. — С. 25—49.
- Київська козаччина 1855 р. К., 1915;
- Повстання Чернігівського полку / Повстання декабристів на Україні. Х., 1926;
- Dеcеmbrіаnа: До підсумків юбілейної літератури про південний декабризм / Юбілейний зб. на пошану акад. Д.І. Багалія. К., 1927;
- Польський історик Руликовський про Київську землю. К., 1928;
- Повстання Чернігівського полку. Х., 1929;
- В. Б. Антонович у працях про Київщину та Київ // Зап. Істор.-філол. відділу ВУАН. 1929. Кн. 21—22;
- В. С. Іконніков про Київ та місцеве минуле // Там само. Кн. 25;
- Декабрист Горбачевський як мемуарист / Декабристи на Україні. Т. 2. К., 1930.